# Mahō Tsukai no Yome
Mahoutsukai no Yome (魔法使いの嫁 Mahōtsukai no yome?, La novia del mago antiguo), llamada The Ancient Magus' Bride en inglés, es una serie de manga escrita e ilustrada por Kore Yamazaki. La serie fue publicada en la revista Comic Blade entre el 30 de noviembre de 2013 hasta el 1 de septiembre de 2014, donde se movió a la revista Monthly Comic Garden de Mag Garden en septiembre de 2014.
El 21 de diciembre del 2023 fue trasladado al sitio web Comic Growl, de la editorial Bushiroad Works.
Una serie de OVAs precuela de tres episodios es producido por Wit Studio, se estrenó en septiembre de 2016. Una adaptación a anime de televisión se emitió entre octubre de 2017 a marzo de 2018. Una segunda temporada del anime se emitió entre abril y diciembre de 2023.
Una serie OVA de tres episodios de Studio Kafka se estrenó a partir de septiembre de 2021.

## Argumento
Chise Hatori es una joven de 15 años que ha sufrido el rechazo y la desolación debido a su habilidad inconsciente para ver criaturas inhumanas, lo que la hace terminar huérfana, ignorada por sus parientes y al borde del suicidio. En una ocasión conoce a un curioso comerciante que le propone venderse a sí misma como esclava a alguien que la quiera. Anhelando un sitio al cual pertenecer, accede, y es en la subasta que conoce a un antiguo mago que cambiará su vida, Elías Ainsworth. Este la compra y la convierte en su aprendiz, al tiempo que le promete convertirla un día en su esposa.

## Personajes
Chise Hatori (羽鳥 チセ Hatori Chise?)
Seiyū: Atsumi Tanezaki, Susana Moreno (español latino)
La protagonista y personaje principal de la historia. Es la aprendiz y futura esposa de Elías Ainsworth. Su padre y su hermano abandonaron a la familia cuando ella era pequeña y su madre se suicidó frente a sus ojos. Sintiéndose no deseada por sus parientes, se vendió a sí misma como esclava para no tener que preocuparse por nada hasta que Elías la compra. Ella es una Slay Vega,  una maga especial que puede extraer magia de su entorno y dentro de sí misma, a costa de morir joven debido a la tensión en su cuerpo, de ahí el por qué Elías la compró, con la esperanza de evitar su muerte. Le quedan unos tres años de vida como máximo. 
Elias Ainsworth (エリアス・エインズワース Eriasu Einzuwāsu?)
Seiyū: Ryōta Takeuchi, Manuel Campuzano (español latino)
Elías es el maestro de magia y futuro esposo de Chise; siendo el protagonista masculino tiene una apariencia de calavera y a la vez humana. El no comprende los sentimientos de los humanos a pesar de ser parte de ellos ya que el es mitad hada y mitad humano, por lo cual, Chise se convierte en su maestra de humanos para que pueda entender los sentimientos de ellos. También suele tener actitudes un poco infantiles, hasta el punto de causar berrinches, pero aun así siempre se muestra serio y calmado con los demás a pesar de que varias veces oculta muchas cosas a Chise.
Ulysse/Ruth (ルツ Rutsu?)
Seiyū: Kōki Uchiyama, Luis Leonardo Suárez (español latino)
Conocido antiguamente como Ulisse por su antigua dueña Isabel que se parecía mucho a Chise, Ruth fue el nombre que le dio Chise cuando se encontraron y lo convirtió en su familiar para protegerla. El antes era un perro normal de color negro y tenía como ama a Isabel, debido a sucesos de la historia Isabel muere y él se queda en su tumba esperando a que despertara; como consecuencia a su gran deseo se convierte en una iglesia sombría y empieza a cuidar las tumbas de los muertos a causa de varios ladrones. Su relación que tiene con Chise es más que amo y familiar al punto como si fueran hermanos y a veces se ve como Chise lo cuida como una madre.
Angelica Burley (アンジェリカ・バーレイ Anjerika Bārei?)
Seiyū: Yūko Kaida, Lourdes Arruti (español latino)
Silky (シルキー Shirukī?)
Seiyū: Aya Endō, Susana Cohe (español latino)
Lindel (リンデル Rinderu?)
Seiyū: Daisuke Namikawa, José Ángel Torres (español latino)
Leannán Sí (リャナン・シー Ryanan Shī?)
Simon Cullum (サイモン・カラム Saimon Karamu?)
Seiyū: Toshiyuki Morikawa, Carlo Vázquez (español latino)
Renfred (レンフレッド Renfureddo?)
Seiyū: Satoshi Hino, Alan Prieto (español latino)
Alice (アリス Arisu?)
Seiyū: Mutsumi Tamura, Laura Ayala (español latino)
Cartaphilus/Joseph (カルタフィルス Karutafirusu?)
Seiyū: Ayumu Murase, Diego Becerril (español latino)
Hugo (ヒューゴ Hyūgo?)
Seiyū: Misaki Kuno, Miguel Ángel Ruiz (español latino)
Titania (チタニア Chitania?)
Seiyū: Sayaka Ohara, Laura Torres (español latino)

## Media

### Manga
El manga comenzó a ser publicado el 30 de noviembre de 2013 en la revista Comic Blade de la editorial Mag Garden. Desde octubre de 2014 es publicado en la revista Comic Garden de la misma editorial. A la fecha presenta 90 capítulos recopilados en 22 volúmenes tankōbon. En España está siendo editado por Norma Editorial desde el 11 de abril de 2014.

#### Lista de volúmenes
| Núm. | Fecha de publicación     | ISBN                   |
| ---- | ------------------------ | ---------------------- |
| 1    | 10 de abril de 2014      | ISBN 978-4-8000-0284-6 |
| 2    | 10 de septiembre de 2014 | ISBN 978-4-8000-0361-4 |
| 3    | 10 de marzo de 2015      | ISBN 978-4-8000-0422-2 |
| 4    | 10 de septiembre de 2015 | ISBN 978-4-8000-0498-7 |
| 5    | 10 de marzo de 2016      | ISBN 978-4-8000-0547-2 |
| 6    | 10 de septiembre de 2016 | ISBN 978-4-8000-0611-0 |
| 7    | 10 de marzo de 2017      | ISBN 978-4-8000-0658-5 |
| 8    | 9 de septiembre de 2017  | ISBN 978-4-8000-0567-0 |
| 9    | 24 de marzo de 2018      | ISBN 978-4-8000-0727-8 |
| 10   | 10 de septiembre de 2018 | ISBN 978-4-8000-0794-0 |
| 11   | 9 de marzo de 2019       | ISBN 978-4-8000-0837-4 |
| 12   | 10 de septiembre de 2019 | ISBN 978-4-8000-0890-9 |
| 13   | 10 de marzo de 2020      | ISBN 978-4-8000-0945-6 |
| 14   | 10 de septiembre de 2020 | ISBN 978-4-8000-1008-7 |
| 15   | 10 de marzo de 2021      | ISBN 978-4-8000-1055-1 |
| 16   | 10 de septiembre de 2021 | ISBN 978-4-8000-1128-2 |
| 17   | 10 de marzo de 2022      | ISBN 978-4-8000-1183-1 |
| 18   | 9 de septiembre de 2022  | ISBN 978-4-8000-1240-1 |
| 19   | 10 de marzo de 2023      | ISBN 978-4-8000-1302-6 |
| 20   | 12 de abril de 2024      | ISBN 978-4-04-899617-4 |
| 21   | 8 de octubre de 2024     | ISBN 978-4-04-899639-6 |
| 22   | 8 de abril de 2025       | ISBN 978-4-04-899671-6 |

### CD Drama
Un CD drama fue publicado el 10 de marzo de 2016 en edición limitada con el quinto volumen del manga.
Otros CD DRAMAS fueron incluidos en la edición especial del volumen 14  y volumen 20.

### OVA
Mahousukai no Yome: Hoshi Matsu Hito (魔法使いの嫁 星待つひと?) es una OVA de 3 episodios producido por los estudios Production I.G y Wit Studio. Estos episodios son una precuela de la historia del manga. Es dirigida por Norihiro Naganuma, escrita por Aya Takaha, con música de Junichi Matsumoto, con los diseños de personaje de Hirotaka Katō, con el arte de Yusuke Takeda, con el sonido dirigido por Shoji Hata, la fotografía dirigida por mayo Suzuki, el color diseñado por Yuko Kobari y editado por Daisuke Imai. El ending es "CLOCKWORK QUICK AND LIGHTNING SLOW" interpretado por Julia Shortreed.

#### Lista de episodios
| Núm. | Fecha de emisión     | Fecha de publicación     |
| ---- | -------------------- | ------------------------ |
| 1    | 13 de agosto de 2016 | 10 de septiembre de 2016 |
| 2    | 4 de febrero de 2017 | 10 de marzo de 2017      |
| 3    | 19 de agosto de 2017 | 9 de septiembre de 2017  |

### MahoYome Episode 0
MahoYome Episode 0 (まほよめ 「#0あいさつ」?) es un episodio corto publicado en el Twitter oficial de la serie. En el mismo, Chise, Elías y Ruth discuten acerca de quién debería ser el orador, siendo finalmente Chise la que toma la palabra.

### Anime
Está dirigida por Norihiro Naganuma y escrita por Kore Yamazaki, con guiones de Aya Takaha. Wit Studio produjo la animación y a Production I.G se le atribuye la planificación y la producción. Hirotaka Katō diseñó los personajes y Bamboo está a cargo del arte de fondo. La música de la serie está compuesta por Junichi Matsumoto y producida por Flying Dog.
Los episodios se incluyeron con los volúmenes sexto, séptimo y octavo del manga, entre el 10 de septiembre de 2016, el 10 de marzo de 2017 y el 9 de septiembre de 2017. El primer episodio se mostró en los cines durante dos semanas, a partir del 13 de agosto de 2016. ; el segundo episodio se estrenó en cines el 4 de febrero de 2017; y el tercer episodio se estrenó el 19 de agosto de 2017. Crunchyroll comenzó a transmitir el primer episodio el 10 de septiembre de 2016.
Una adaptación de la serie de televisión de anime se anunció el 10 de marzo de 2017 y se emitió del 7 de octubre de 2017 al 24 de marzo de 2018 en MBS, Tokyo MX, BS11 y otros canales japoneses. JUNNA interpretó el tema de apertura "Here", y Hana Itoki interpretó el tema final "Wa –cycle-" (環-cycle-). El segundo tema de apertura es "Tú" de May'n, y el tema de cierre es "Tsuki no Mō Hanbun" (月のもう半分) de AIKI & AKINO de bless4. Funimation transmitió un doblaje en inglés. El anime adaptó el manga hasta el noveno volumen. Más tarde ganó el premio al mejor drama en los Crunchyroll Anime Awards 2017. Manga Entertainment distribuirá la serie en video casero en el Reino Unido e Irlanda.
El 7 de enero de 2019, Crunchyroll anunció que la serie había recibido un doblaje en español latino, la cual se estrenó el 15 de enero.
En marzo de 2021 se anunció una serie OVA original de tres partes titulada "The Ancient Magus 'Bride: The Boy From the West and the Knight of the Mountain Haze", y los episodios se agruparon con los volúmenes decimosexto, decimoséptimo y decimoctavo del manga, lanzado el 10 de septiembre de 2021, el 10 de marzo de 2022 y el 10 de septiembre de 2022. La serie OVA está animada por Studio Kafka y dirigida por Kazuaki Terasawa, con guiones de Aya Takaha y Yoko Yonaiyama. Hirotaka Katō vuelve a diseñar los personajes y Junichi Matsumoto vuelve a componer la música de la serie.
Se anunció una segunda temporada el 5 de septiembre de 2022. Studio Kafka regresa de la OVA para producir la temporada, con Kazuaki Terasawa regresando a la dirección. Chiaki Nishinaka se unirá a Aya Takaha y Yoko Yonaiyama para escribir el guion. Hirotaka Katō y Junichi Matsumoto también regresan como diseñadores de personajes y compositores. El tema de apertura, "Dear", es interpretado nuevamente por JUNNA. El primer curso  se emitió del 6 de abril al 22 de junio de 2023 en Tokyo MX, BS11, Sun TV y AT-X. El segundo curso de la misma temporada se estrenará el 5 de octubre de 2023.

### MahoYome
MahoYome (まほよめ?) es una parodia de la serie original en formato ONA, la cual comenzará a emitirse el 10 de octubre de 2017 en el Twitter oficial de la serie.

## Recepción
Ha sido considerado el quinto mejor manga en la tercera edición del Sugoi Japan Award. Fue superado por: Boku no Hero Academia, Golden Kamuy, Ten Count y Dagashi Kashi.